# North Wilkesboro Speedway
O North Wilkesboro Speedway é um autódromo localizado em North Wilkesboro, no estado da Carolina do Norte, nos Estados Unidos. Tem um formato oval curto, utilizado principalmente pela NASCAR desde sua primeira temporada em 1949 até o ano de 1996. O circuito foi reaberto em 2010 e recebeu provas da ASA Late Model Series, USARacing Pro Cup Series e PASS Super Late Models até o seu fechamento, em 2011. Em janeiro de 2022, foram anunciados planos para recuperar a pista e voltar a realizar eventos automobilísticos, um investimento estimado em 18 milhões de dólares.